# RED ZONE (Janne Da Arcの曲)
「RED ZONE」（レッド・ゾーン）は、日本のヴィジュアル系ロックバンド・Janne Da Arcの1作目のシングル。
後の2001年6月20日にマキシシングルとして再発売された。

## 概要
- メジャーデビューシングルで、唯一の8cmCD規格による作品。
- 表題曲はテレビ朝日系列『ネプいっ!』のエンディングテーマに起用された。
- 当初はカップリング曲の「seal」を表題曲として発売する予定だったが、レコード会社の意向で「RED ZONE」を表題曲として発売された。
- 2001年6月20日にボーナストラックとして「seal〜Gang Bang in SOVIET mix〜」を収録して12cmCD規格で再発売された。

## 収録曲
| 全作詞: yasu。 |                                     |           |           |                              |      |
| #              | タイトル                            | 作詞      | 作曲      | 編曲                         | 時間 |
| 1.             | 「RED ZONE」                        | yasu      | yasu      | yasu、Janne Da Arc、明石昌夫 | 4:16 |
| 2.             | 「seal」                            | yasu      | you、yasu | you、Janne Da Arc、明石昌夫  | 4:48 |
| 3.             | 「seal〜Gang Bang in SOVIET mix〜」 | yasu      | you、yasu | you、Janne Da Arc、明石昌夫  | 5:29 |
| 合計時間:      | 合計時間:                           | 合計時間: | 合計時間: | 14:33                        |      |

### 解説
1. RED ZONE
2. seal
3. seal〜Gang Bang in SOVIET mix〜
再発盤のみ収録されている、カップリング曲のリミックスバージョン。

## 参加ミュージシャン
Janne Da Arc
- yasu：Vocal
- you：Guitar
- ka-yu：Bass
- kiyo：Keyboards
- shuji：Drums

## タイアップ
- テレビ朝日系列バラエティ番組『ネプいっ!』エンディングテーマ (#1)

## 収録アルバム
- D・N・A (#1 Album Mix)
- ANOTHER SINGLES (#2)
- SINGLES (#1)
- Janne Da Arc MAJOR DEBUT 10th ANNIVERSARY COMPLETE BOX (#1)